# 马大汉
马大汉（?—1895年），又名馬會山，是一位清朝东乡族穆斯林，1895年与同乡马万福一同參與第三次河湟事变起兵反抗清朝。他們在河州、狄道、循化指示他們的依赫瓦尼信徒加入叛乱，並將广河县、三甲集、洮河堰作為防御據點。马万福曾與馬大漢訂立決不投降的盟約，不過马万福被马安良和董福祥的清軍包圍時最終向清軍投降，並出賣馬大漢。马大汉最終在战斗中陣亡。